# Дедово (Крым)
Де́дово (до 1948 года Буза́в; укр. Дідове, крымскотат. Buzav, Бузав) — исчезнувшее село в Черноморском районе Республики Крым, располагавшееся на северо-востоке района, в степной части Крыма, примерно в 2,5 западнее современного села Низовка.

## История
Идентифицировать Бузав среди, зачастую сильно искажённых, названий деревень в Камеральном Описании Крыма… 1784 года пока не удалось, возможно, это Бовтан Мангытского кадылыка Козловскаго каймаканства. Видимо, во время присоединения Крыма к России население деревни выехало в Турцию и деревня опустела, поскольку в ревизских документах конца XVIII — первой половины XIX веков не встречается. После создания 8 (20) октября 1802 года Таврической губернии, Бузав территориально находился в составе Яшпетской волости Евпаторийского уезда.
Военные топографы, в свою очередь, отмечали брошенное поселение на картах: в 1817 году деревня Бозак обозначена пустующей, на карте 1842 года — развалины деревни Бусак, на трехверстовой карте 1865—1876 года — развалины деревни Бузак. В «…Памятной книжке Таврической губернии на 1900 год» деревня Бузав Кунанской волости записана, как разорённая и жителей не числится.
Как населённый пункт в доступных историческим документах встречается в Списке населённых пунктов Крымской АССР по Всесоюзной переписи 17 декабря 1926 года, согласно которому в селе Бузак, Керлеутского сельсовета Евпаторийского района, числился 21 двор, все крестьянские, население составляло 93 человека, из них 41 татарин, 31 немец, 21 русский. Согласно постановлению КрымЦИКа от 30 октября 1930 года «О реорганизации сети районов Крымской АССР», был восстановлен Ак-Мечетский район (по другим данным 15 сентября 1931 года) и село вновь включили в его состав. По данным всесоюзная перепись населения 1939 года в селе Бузак проживал 121 человек.
В 1944 году, после освобождения Крыма от фашистов, согласно Постановлению ГКО № 5859 от 11 мая 1944 года, 18 мая крымские татары были депортированы в Среднюю Азию. С 25 июня 1946 года Бузав в составе Крымской области РСФСР. Указом Президиума Верховного Совета РСФСР от 18 мая 1948 года, Бузав (вариант — Бузав-Актачи) переименовали в Дедово. 26 апреля 1954 года Крымская область была передана из состава РСФСР в состав УССР. С начала 1950-х годов, в ходе второй волны переселения (в свете постановления № ГОКО-6372с «О переселении колхозников в районы Крыма»), в Черноморский район приезжали переселенцы из различных областей Украины. Время включения в состав Кировского сельсовета пока не установлено: на 15 июня 1960 года посёлок уже числился в его составе. Ликвидирован в до 1968 года, как посёлок Кировского сельсовета.